# Лимб (фильм, 2023)
«Лимб» (англ. Limbo) — художественный фильм австралийского режиссёра Ивана Сена, главные роли в котором сыграли Саймон Бейкер, Роб Коллинз, Наташа Вэнганин. Премьера картины состоялась на 73-м Берлинском кинофестивале 23 февраля 2023 года.

## Сюжет
Действие происходит в маленьком австралийском городке, в который приезжает детектив Трэвис Херли. Его цель — раскрыть убийство женщины-аборигена, которое произошло 20 лет назад.

## В ролях
- Саймон Бейкер
- Роб Коллинз
- Наташа Вэнганин[1]

## Премьера и восприятие
Премьера состоялась на 73-м Берлинском кинофестивале 23 февраля 2023 года. Фильм был включён в основную программу и претендовал на Золотого медведя.